# 鬚吻獅子魚
鬚吻獅子魚，為輻鰭魚綱鮋形目杜父魚亞目獅子魚科的其中一種，分布於北太平洋區，從日本、鄂霍次克海至白令海、美國加州海域，棲息深度28-2189公尺，體長可達8.8公分，為深海底棲性魚類，屬肉食性，生活習性不明。

## 擴展閱讀
維基物種上的相關：鬚吻獅子魚